# الیاس علوی
الیاس علوی شاعر و هنرمند اهل افغانستان است.

## زندگی
او در روستای برغس، ولسوالی خدیر در ولایت دایکندی به دنیا آمد. به دلیل جنگهای داخلی در کودکی از افغانستان به ایران مهاجرت کرد و سالها در شهر مشهد زندگی کرد. در سال ۱۳۸۴ به افغانستان بازگشت و مدتی را در کابل به سر برد. وی در حال حاضر ساکن استرالیا است. علوی در رشته «هنرهای زیبا» در سال ۱۳۹۹ از کالج هنرهای چلسی، دانشگاه لندن در مقطع ماستری (فوق لیسانس) فارغ التحصیل شد. و همچنین در سال ۱۳۹۴ از دانشگاه «جنوب استرالیا» در مقطع ماستری (فوق لیسانس) در رشته "هنرهای تجسمی" فارغ‌التحصیل شد. تاکنون در نمایشگاه های متعدد انفرادی و گروهی در شهرهای مختلفی از جمله سیدنی، ملبورن، ادلید، تورنتو، لندن، تهران، کابل و لاهور شرکت داشته است. ایشان بورسیه بین اللمللی "سمستگ" را در سال ۱۳۹۸ به دست آورده است. 
اولین مجموعه شعرهایش با نام «من گرگ خیالبافی هستم»
برگزیدهٔ جایزهٔ شعر خبرنگاران شد و رتبهٔ دوم جایزهٔ ادبی قیصر امین‌پور (کتاب سال شعر جوان) را به‌دست آورد. این مجموعه توسط نشر آهنگ دیگر منتشر شد اما با توجه به تعطیل شدن این نشر، چاپ چهارم این کتاب در سال ۱۳۹۴ به نشر «نیماژ» سپرده شد.
دومین مجموعه شعر او با نام «بعضی زخم‌ها» توسط انتشارات تاک، در کابل منتشر شد. چاپ دوم در سال ۱۳۹۷ منتشر شد.
سومین مجموعه شعر او با نام «حُدود» در سال ۱۳۹۶، توسط نشر نیماژ منتشر شد و تاکنون به چاپ دوم رسیده‌است.
الیاس علوی به کار تدریس هنر به کودکان و نوجوانان در استرالیای جنوبی مشغول است و همزمان در نمایشگاه‌های مختلف شرکت می‌کند.

## آثار
- من گرگ خیالبافی هستم
- «بعضی زخم‌ها»
- «حدود»[۳]